# Knobhead
Der Knobhead (englisch für Knubbelkopf) ist ein massiger, eisfreier Berg mit einer Höhe von 2400 m, der südlich des westlichen Endes der Kukri Hills in den Quartermain Mountains im antarktischen Viktorialand den Verbindungsort von Ferrar-Gletscher und Taylor-Gletscher überragt. 
Entdeckt wurde der Berg von Teilnehmern der Discovery-Expedition (1901–1904) unter der Leitung des britischen Polarforschers Robert Falcon Scott. Diese benannten ihn nach seinem Aussehen.